# Любно (Любуське воєводство)
Любно (пол. Lubno) — село в Польщі, у гміні Любішин Ґожовського повіту Любуського воєводства.
Населення — 781 особа (2011).

## Демографія
Демографічна структура станом на 31 березня 2011 року:
|          | Загалом | Допрацездатний вік | Працездатний вік | Постпрацездатний вік |
| -------- | ------- | ------------------ | ---------------- | -------------------- |
| Чоловіки | 397     | 85                 | 283              | 29                   |
| Жінки    | 384     | 91                 | 230              | 63                   |
| Разом    | 781     | 176                | 513              | 92                   |